# Sagil

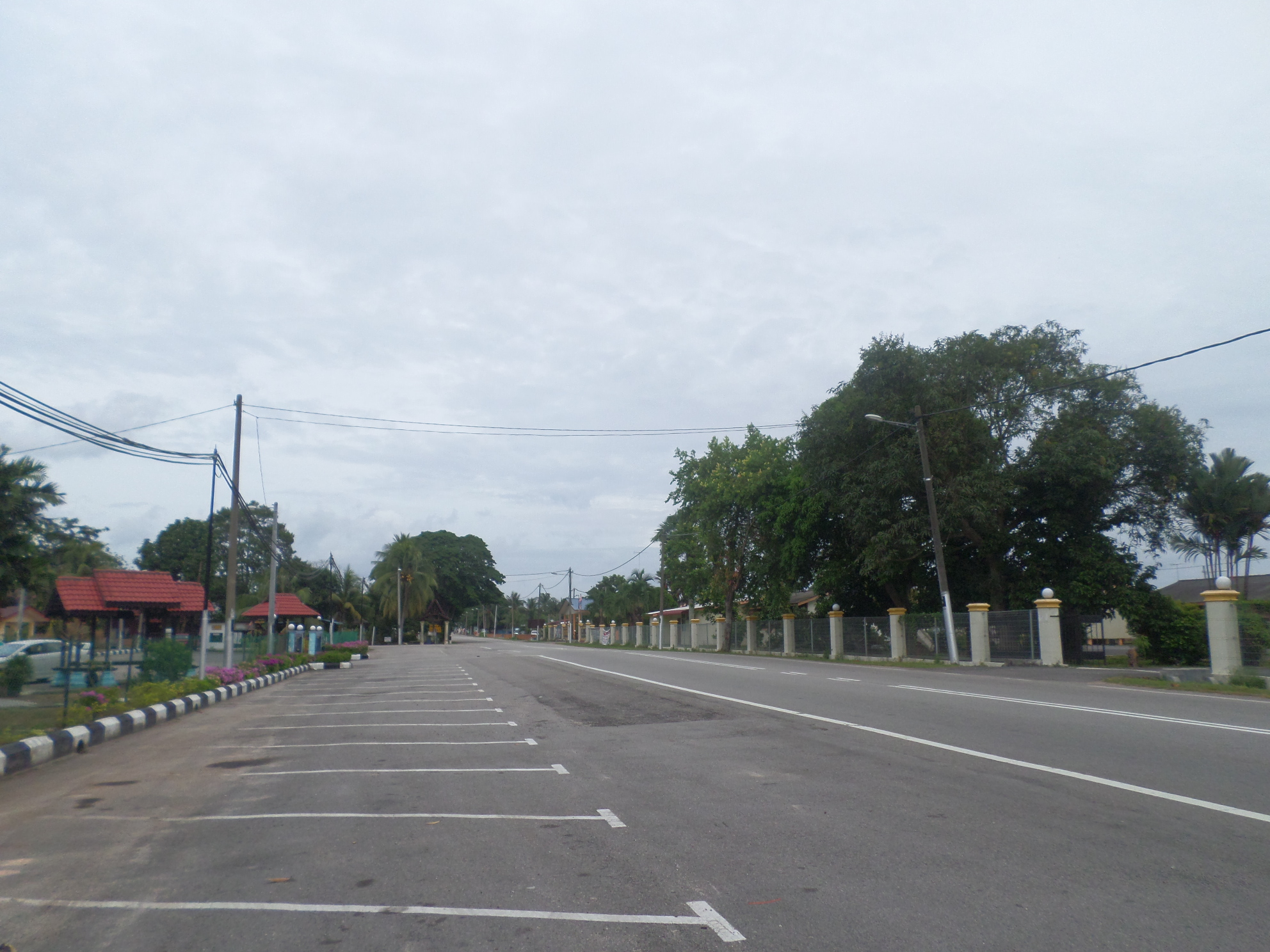
Sagil

Sagil é uma pequena cidade na parte de Tangkak, em Ledang, Johor, na Malásia. Sagil está situada não muito longe da fronteira de Johor com Melaka.